# Noah de Nooij
Noah de Nooij (Ethiopië, 4 april 2001) is een Nederlands acteur. Hij speelde onder meer in Het Diner, Bouwdorp en Dummie de Mummie.

## Loopbaan
De Nooij kwam na adoptie in Nederland. In 2010 maakte hij zijn debuut voor de camera in de jeugdserie Abi. Hij vervulde de rol als een van de uit andere culturen afkomstige vrienden van Abi. Elke aflevering beleefde een vriend (of vriendin) een avontuur met de hoofdrolspeelster. De Nooij was dit in de aflevering "Bordje leeg".
Na een lange periode zonder aanbiedingen vroeg het castingbureau om een recente foto van hem, waarna hij werd voorgesteld aan Menno Meyjes, regisseur van Het Diner. Twee dagen later werd bekend dat de regisseur met hem wilde werken. Hij speelde in de film de geadopteerde zoon Faso van het paar Serge (Daan Schuurmans) en Babette (Kim van Kooten).
Na zijn rol in het diner werd De Nooij gevraagd voor de film Bouwdorp, waarin hij de rol van Leon vervulde. Hierna speelde hij in Dummie de Mummie en de in december 2015 uitgekomen film Dummie de Mummie en de Sfinx van Shakaba.
In 2024 was De Nooij te zien als bekende Nederlander in het kinderprogramma De Faker. In 2025 deed hij samen met Eliyha Altena mee aan het televisieprogramma Voor het blok.

## Filmografie
- 2010: Abi (jeugdserie) − Vriend van Abi[3]
- 2013: Het Diner - Faso
- 2014: Alles mag (korte film) − Rashad
- 2014: Bouwdorp (telefilm) − Leon
- 2014: Dummie de Mummie − Ebbie
- 2015: Dummie de Mummie en de Sfinx van Shakaba − Ebbie
- 2015: Kasper en de kerstengelen (jeugdserie) − Zazu
- 2016: Lost in the Game (jeugdserie) - Lo
- 2017: Dummie de Mummie en de tombe van Achnetoet - Ebbie
- 2018: De vloer op jr.
- 2019-heden: Oogappels - Danny
- 2021: Misfit (jeugdserie) - Jason
- 2022: Silverstar - Danny
- 2022: Kerstappels (telefilm) - Danny
- 2024: Goudappels (telefilm) - Danny